# Чернігівська обласна державна адміністрація
Чернігівська обласна державна адміністрація є місцевим органом виконавчої влади і в межах своїх повноважень здійснює виконавчу владу на території Чернігівської області, а також реалізує повноваження, делеговані їй обласною радою.
У зв'язку з широкомасштабним вторгненням Росії 24 лютого 2022 року набула статусу військової адміністрації.

## Законодавчі повноваження
Обласна державна адміністрація забезпечує на території області:
- виконання Конституції, законів України, актів Президента України, Кабінету Міністрів України, інших органів виконавчої влади вищого рівня;
- законність і правопорядок, додержання прав і свобод громадян;
- виконання державних і регіональних програм соціально-економічного та культурного розвитку, програм охорони довкілля тощо;
- підготовку та виконання обласного бюджету;
- взаємодію з органами місцевого самоврядування;
- реалізацію інших наданих державою, а також делегованих обласною радою повноважень.

Обласна державна адміністрація діє на засадах відповідальності перед людиною і державою за свою діяльність, верховенства права, законності, пріоритетності прав людини, гласності, поєднання державних і місцевих інтересів.

## Історія

### Голови
1. Мельничук Валентин Васильович — 23 березня 1992 — липень 1994 — представник Президента України в Чернігівській області;
2. Шаповал Петро Дмитрович — 13 липня 1995 — 30 квітня 1998;
3. Каскевич Михайло Григорович — 30 квітня 1998 — 12 серпня 1999;
4. Бутко Микола Петрович — 12 серпня 1999 — 13 листопада 2002;
5. Панченко Григорій Михайлович — 13 листопада — 26 грудня 2002;
6. Мельничук Валентин Васильович — 26 грудня 2002 — 21 січня 2005;
7. Атрошенко Владислав Анатолійович — 4 лютого — 12 грудня 2005;
8. Лаврик Микола Іванович — 12 грудня 2005 — 10 липня 2007;
9. Хоменко Володимир Миколайович — 10 липня — 12 жовтня 2007 (в.о.); 12 жовтня 2007 — 3 березня 2014;
10. Івашко Володимир Олександрович — 3 березня 2014 — 19 вересня 2014;
11. Журман Сергій Миколайович — 19 вересня 2014 — 31 березня 2015 (в.о.);
12. Куліч Валерій Петрович — з 31 березня 2015[4] по 30 липня 2018[5]
13. Свириденко Юлія Анатоліївна — з 30 липня 2018 — 28 листопада 2018 (в.о.)
14. Мисник Олександр Петрович — з 28 листопада 2018[6] по 11 червня 2019 року[7]
15. Романова Наталія Андріївна — з 11 червня[8] по 31 жовтня[9] 2019 (в.о.)
16. Прокопенко Андрій Леонідович — з 31 жовтня 2019[10] по 13 жовтня 2020[11]
17. Коваленко Анна Миколаївна — з 13 жовтня 2020[12] по 4 серпня 2021[13]
18. Чаус В'ячеслав Анатолійович — з 4 серпня 2021[2]

## Керівництво
- Голова — Чаус В'ячеслав Анатолійович (з 4 серпня 2021)[2]
- Перший заступник голови — Мегем Костянтин Миколайович
- Заступники голови — Синенко Дмитро Григорович, Шерстюк Жанна Володимирівна
- Керівник апарату облдержадміністрації — Мужикова Наталія Михайлівна

## Структура
- Департамент економічного розвитку
- Департамент агропромислового розвитку
- Департамент фінансів
- Департамент соціального захисту населення
- Департамент ЖКГ та ПЕК
- Департамент культури і туризму, національностей та релігій
- Департамент інформаційної діяльності та комунікацій з громадськістю
- Департамент сім'ї, молоді та спорту
- Департамент екології та природних ресурсів
- Управління капітального будівництва
- Управління містобудування та архітектури
- Управління освіти і науки
- Управління охорони здоров'я
- Служба у справах дітей
- Державний архів Чернігівської області
- Департамент з питань цивільного захисту та оборонної роботи
- Чернігівський обласний центр соціальних служб для сім'ї, дітей та молоді
- Чернігівський центр перепідготовки та підвищення кваліфікації працівників органів державної влади, органів місцевого самоврядування, керівників державних підприємств, установ і організацій